# Północno-wschodnia grań Kasprowego Wierchu

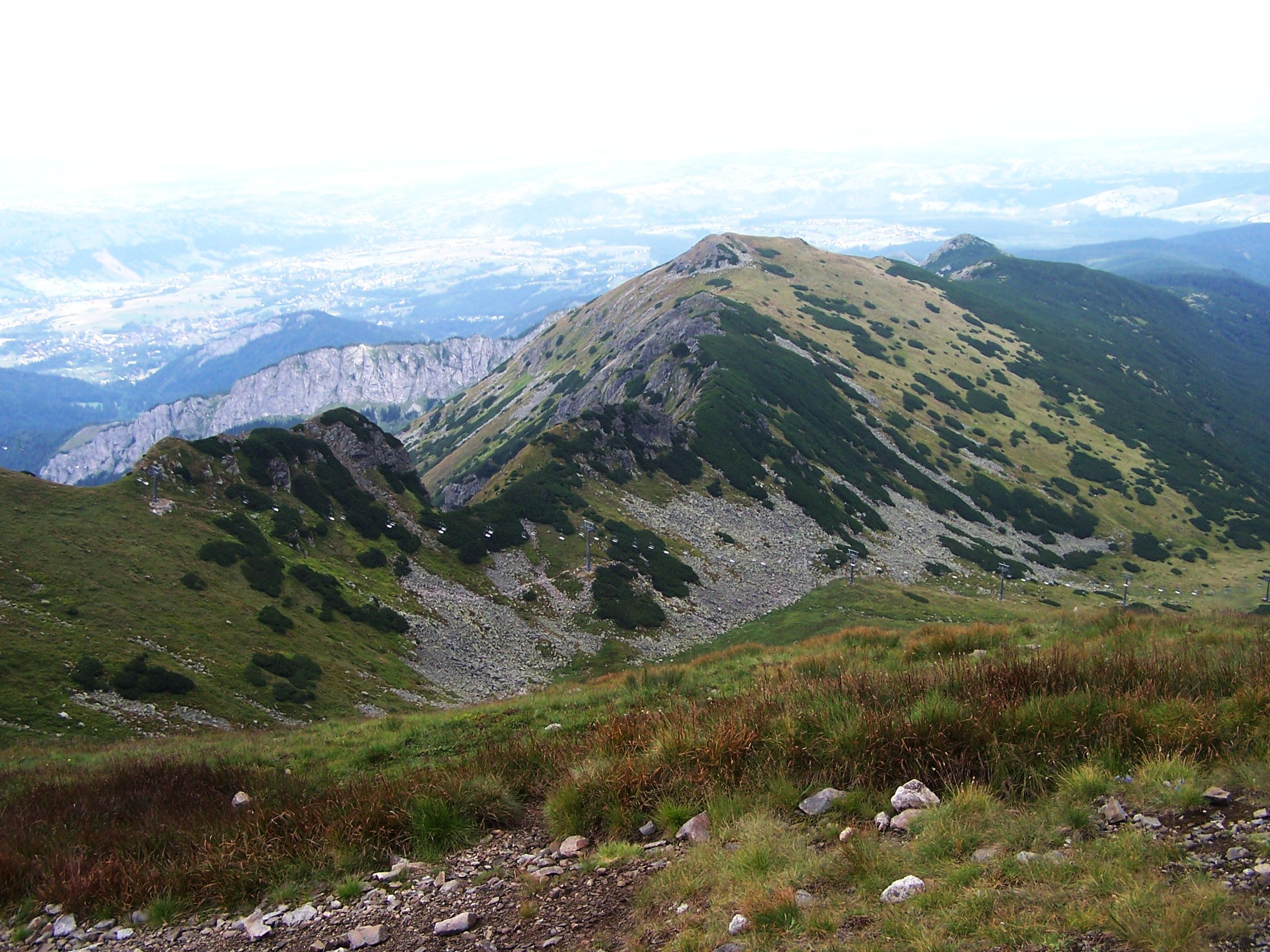
Fragment grani

Północno-wschodnia grań Kasprowego Wierchu – długa i wielokrotnie rozgałęziająca się grań odchodząca od szczytu Kasprowego Wierchu (1987 m) w polskich Tatrach. Grań ta oddziela Dolinę Suchej Wody od Doliny Bystrej oraz kilku dolinek reglowych. Główny ciąg grani przebiega w północno-wschodnim kierunku. Na Wielkiej Kopie Królowej grań zakręca w kierunku północno-zachodnim, potem północnym i kończy się na Nosalu. Od Kopy Magury odbiega Królowy Grzbiet, będący nie granią, lecz niskim morenowym wałem. Tworzy on dalsze przedłużenie grani Kasprowego Wierchu w północno-wschodnim kierunku, oddzielając Dolinę Suchej Wody od Doliny Olczyskiej. Wzniesienia tworzące dalsze przedłużenie Królowego Grzbietu ciągną się aż po północną granicę Tatr, oddzielając dolną część Doliny Suchej Wody od dolinek reglowych. W północno-wschodniej grani Kasprowego Wierchu kolejno znajdują się:
Główna grań:
- Wyżnie Kasprowe Siodło (ok. 1830 m)
- Uhrocie Kasprowe:
  - kulminacja 1852 m. Zwornik dla grzędy Bałda
  - Niżnie Kasprowe Siodło
  - Małe Uhrocie Kasprowe (1750 m)
- Mechy (1662 m)
- Kopa Magury (1704 m). Zwornik dla bocznej północnej grani i wału Królowego Grzbietu:
  - północna grań Kopy Magury:
    - Jaworzyńska Przełęcz (1605 m)
    - Zawrat Kasprowy (ok. 1625 m):
      - Jaworzyńska Czuba (ok. 1625 m)
      - Szerokie Siodło (ok. 1575 m)

    - Rówienki. Zwornik dla 2 bocznych grani:
      - Zawracik Kasprowy
      - Jaworzyńskie Czoła
- Magurska Przełęcz (ok. 1570 m)
- Mała Kopa Królowa (1577 m)
- Przełęcz między Kopami (1500 m)
- Wielka Kopa Królowa (1531 m)
- Diabełek (ok. 1470 m)
- Skupniów Upłaz (ok. 1475 m)
- Skupniów Przechód (ok. 1275 m)
- Wysokie (1287 m). Zwornik dla grzbietu Boczania
  - Boczań (1224 m)
- Nieborak (ok. 1220 m)
- Nosalowa Przełęcz (1102 m)
- Nosal (1206 m)[1][2].

Wał Królowego Grzbietu:
- Królowy Grzbiet, od którego odchodzą 3 boczne grzbiety:
  - grzbiet Suchego Wierchu (1225 m)
  - grzbiet Kopieńców:
    - Przysłop Olczyski (ok. 1250 m)
    - Wielki Kopieniec (1328 m)
    - Przełęcz między Kopieńcami (1109 m)
    - Mały Kopieniec (1167 m)

  - grzbiet ograniczający od wschodu Dolinkę Chłabowską
- Kotlinowy Wierch (1305 m)[2].